# Antwone Fisher
Antwone Fisher is een Amerikaanse film uit 2002 geregisseerd door Denzel Washington. De hoofdrollen worden vertolkt door Derek Luke en Malcolm David Kelley.

## Verhaal
De zeeman Antwone Fisher is geneigd tot gewelddadige uitbarstingen en moet naar de marinepsychiater voor hulp. Eerst wil hij niets vertellen, maar daarna breekt hij door en vertelt alles over zijn verschrikkelijke kindertijd. Dankzij de hulp van de dokter, confronteert hij zijn pijnlijk verleden en begint hij de speurtocht naar zijn familie die hij nooit kende.

## Rolverdeling
- Derek Luke - Antwone Quenton ("Fish") Fisher
- Malcolm David Kelley - 7-jarige Antwone Fisher
- Cory Hodges - 14-jarige Antwone Fisher
- Denzel Washington - Dr. Jerome Davenport
- Joy Bryant - Cheryl Smolley
- Salli Richardson: Berta Davenport
- Leonard Earl Howze - Pork Chop
- Kente Scott - Kansas City
- Kevin Connolly - Slim
- Rainoldo Gooding - Grayson

## Prijzen
- 2002 - NBR Award
  - Beste acteur: Derek Luke
- 2002 - WAFCA Award Best Director
  - Beste regisseur: Denzel Washington
- 2003 - Black Reel Award
  - Beste regisseur: Denzel Washington
  - Beste acteur: Derek Luke
  - Beste script
- 2003 - Humanitas Prize
  - Beste film
- 2003 - Image Award
  - Beste film
  - Beste mannelijke bijrol: Denzel Washington
- 2003 - Independent Spirit Award
  - Beste acteur: Derek Luke
- 2003 - Special Achievement Award
  - Beste nieuw talent: Derek Luke